# اوالان ویستنیس
اوالان ویستنیس (انگلیسی: Avalon Wasteneys؛ زادهٔ ۳۱ اوت ۱۹۹۷) قایقران روئینگ زن اهل کانادا است.
وی در مسابقات کشوری و بین‌المللی در مجموع برندهٔ ۱ مدال طلا، ۱ مدال نقره شده‌است.